# Lichtblick (Band)
Lichtblick war eine vierköpfige deutsche Schlager-Girlgroup, die 2016 von Kristina Bach gecastet wurde und bis 2020 aktiv war. Sie stand bei Universal Music unter Vertrag.

## Geschichte
Im Herbst 2016 lud Kristina Bach 17 Kandidatinnen zu einem Casting in Köln ein. Die Sängerinnen hatten sich zuvor bei der Plattenfirma für das Projekt beworben. Dabei kamen Rebecca Schelhorn, Anna Hirschmann und Louiza Moorbeck in die engere Auswahl. Bei einem zweiten Casting ein paar Wochen später wurde die Gruppe durch Lisa Aberer komplettiert.
Auf Mallorca drehte die Band das Musikvideo zu ihrer ersten Single Tausend und eine Nacht. Das Lied präsentierte die Band auch im März 2018 bei ihrer TV-Premiere in der Sendung Willkommen bei Carmen Nebel. Am 4. Mai 2018 veröffentlichte die Band ihr Debüt-Album Lichtblick und das Musikvideo zur zweiten Single Leuchten. Im Dezember 2018 wirkte Lichtblick beim Benefiz-Projekt Schlagerstars für Kinder von Schlagerplanet Radio und den SOS Kinderdörfern mit und nahm dazu das Lied Auf einmal (Weihnachtsschlager) neu auf. Im Mai 2019 bekamen Lichtblick den Schlagerplanet Award als Newcomer des Jahres verliehen.
Am 21. November 2019 gab die Band den Ausstieg von Anna Hirschmann bekannt, die die Band aus beruflichen Gründen verließ.
Am 5. Januar 2020 gab die Band ihre Auflösung bekannt.

## Diskografie
Alben
- 2018: Lichtblick

Singles
- 2018: Tausend und eine Nacht
- 2018: Leuchten
- 2018: Lichtblick (Rico Bernasconi Remix)
- 2018: Dear Mr. Santa
- 2018: Auf einmal (Weihnachtsschlager) (als Teil von Schlagerstars für Kinder)
- 2019: Das letzte Mal (Single Mix)